# Anthomyia latilamina
Anthomyia latilamina är en tvåvingeart som beskrevs av Ackland 2001. Anthomyia latilamina ingår i släktet Anthomyia och familjen blomsterflugor. Inga underarter finns listade i Catalogue of Life.